# Немия (село)
Неми́я (укр. Немія) — село на Украине, находится в Могилёв-Подольском районе Винницкой области. Расположено на левом берегу Днестра.
Население по переписи 2001 года составляет 2048 человек. Почтовый индекс — 24006. Телефонный код — 4337.
Занимает площадь 2,76 км².

## Адрес местного совета
24006, Винницкая область, Могилёв-Подольский р-н, с. Немия